# Ana Paula Guimarães
Ana Paula da Cunha Guimarães (Belém, 5 de julho de 1973) é uma diretora de televisão brasileira.

## Carreira
Ana Paula foi a primeira Catuxa do grupo Paquitas. Esse foi o apelido dado por Xuxa quando Ana Paula se tornou a sexta Paquita, após Andréa Veiga (Paquita Paca) a primeira Paquita de todas, Heloísa Morgado (Paquita 2) a segunda Paquita que participou do programa Clube da Criança da Rede Manchete, Andréa Rosa (Xiquita) a terceira Paquita que participou do programa Clube da Criança da Rede Manchete, Andréa Faria (Xiquita Sorvetão) a quarta Paquita, e Luise Wischermann (Pituxa Alemã) a quinta Paquita. Ana Paula foi escolhida como Catuxa no dia 16 de março de 1987. Ela fez parte da primeira geração. Vestia a fardinha vermelha juntamente com Luise Wischermann (Pituxa Alemã). Foi considerada uma das Paquitas mais carismáticas.
Em março de 1989, saiu do grupo junto com Luise Wischermann, para tentar carreira solo, elas apresentariam um programa de televisão, mas não deu certo. Em 1990, foi assistente de palco de Fausto Silva no quadro Rala e Rola do programa Domingão do Faustão. Em 1991, a convite da diretora Marlene Mattos, retorna para o grupo mais como o time de Paquitas no Brasil já estava completo, ela passou a atuar exclusivamente no programa El show de Xuxa, exibido na Argentina, e acompanhando os shows e apresentações internacionais de Xuxa pela América Latina. Como no grupo já existia a "Catuxa Jujuba" (Juliana Baroni), Xuxa então rebatizou Ana Paula de "Catu", apelido pelo qual Ana Paula é conhecida até hoje.
Em 1992, Letícia Spiller deixava o programa e Ana Paula retornou em definitivo para o grupo no Brasil, dessa vez como a líder do grupo. Em 1993, Ana Paula foi a única Paquita brasileira a integrar o programa de Xuxa nos Estados Unidos, sendo uma das quatro US Pixies, nome dado as Paquitas no programa americano Xuxa. Ela deixou o grupo em 1995, junto com as outras meninas quando houve a troca de geração de Paquitas no Xuxa Park. Meses depois formou o grupo Three Dance cantando a música "Volta" ao lado de suas ex-colegas Roberta Cipriani e Bianca Rinaldi. O projeto não deu muito certo e elas se separaram.
Entre 1995 e 1998, decidiu se dedicar a carreira de atriz, atuando em episódios do Você Decide, e nas novelas Cara e Coroa e Pecado Capital e em duas temporadas do seriado adolescente Malhação. Em 2000, desistir da carreira artística e começa a estudar para ser diretora de televisão. Em 2001, retorna a trabalhar com Xuxa, agora na produção dos programas Xuxa Park e Planeta Xuxa de início como coach auxiliando as Paquitas Geração 2000. Em 2002, estreia como assistente de direção no programa Xuxa no Mundo da Imaginação. Em 2006, participa do especial Xuxa 20 anos. No ano de 2012, Ana Paula é promovida a diretora de telenovelas na Rede Globo.

## Direção

### Televisão
| Ano     | Título                      | Cargo                  |
| ------- | --------------------------- | ---------------------- |
| 2001    | Xuxa Park                   | Assistente de produção |
| 2001–02 | Planeta Xuxa                | Assistente de produção |
| 2002–04 | Xuxa no Mundo da Imaginação | Assistente de direção  |
| 2005–07 | TV Xuxa                     | Assistente de direção  |
| 2007    | Sete Pecados                | Assistente de direção  |
| 2009    | Caras & Bocas               | Assistente de direção  |
| 2010    | Ti Ti Ti                    | Assistente de direção  |
| 2011    | O Astro                     | Assistente de direção  |
| 2012    | Guerra dos Sexos            | Diretora               |
| 2013    | Divertics                   | Diretora               |
| 2014    | Alto Astral                 | Diretora               |
| 2016    | Êta Mundo Bom!              | Diretora               |
| 2017    | Pega Pega                   | Diretora               |
| 2019    | Verão 90                    | Diretora               |
| 2019    | Bom Sucesso                 | Diretora               |
| 2021    | Quanto Mais Vida, Melhor!   | Diretora               |
| 2023    | Vicky e a Musa              | Diretora               |
| 2024    | Pra Sempre Paquitas         | Diretora Geral         |
| 2024    | Volta por Cima              | Diretora               |
| 2025    | Três Graças                 | Diretora               |

### Teatro
| Ano     | Título                   | Cargo                 |
| ------- | ------------------------ | --------------------- |
| 2007–11 | Boom! com Jorge Fernando | Assistente de direção |

## Filmografia

### Televisão
| Ano          | Titulo                | Cargo / Personagem                        | Notas                           |
| ------------ | --------------------- | ----------------------------------------- | ------------------------------- |
| 1987–89 1992 | Xou da Xuxa           | Paquita (assistente de palco)             |                                 |
| 1990         | Domingão do Faustão   | Assistente de palco                       | Quadro: Rala e Rola             |
| 1991–93      | El show de Xuxa       | Paquita (assistente de palco)             |                                 |
| 1992         | Xuxa Park (Espanha)   | Paquita (assistente de palco)             |                                 |
| 1992         | Paradão da Xuxa       | Paquita (assistente de palco)             |                                 |
| 1993         | Xuxa (Brasil)         | Paquita (assistente de palco)             |                                 |
| 1993         | Xuxa (Estados Unidos) | US Pixies / Paquita (assistente de palco) |                                 |
| 1994–95      | Xuxa Park (Brasil)    | Paquita (assistente de palco)             |                                 |
| 1995         | Você Decide           | Alice                                     | Episódio: "O Gosto da Vingança" |
| 1995         | Cara & Coroa          | Luiza                                     | Episódio: "13 de outubro"       |
| 1996         | Malhação de Verão     | Nani                                      |                                 |
| 1996–97      | Malhação              | Nani                                      | Temporada 2–3                   |
| 1998         | Pecado Capital        | Elba                                      |                                 |

### Cinema
| Ano  | Titulo             | Personagem    |
| ---- | ------------------ | ------------- |
| 2006 | Xuxa Gêmeas        | Mãe Briguenta |
| 2008 | A Guerra dos Rocha | Sônia         |